# Unju-myeon
Unju-myeon (koreanska: 운주면) är en socken i Sydkorea. Den ligger i kommunen Wanju-gun i provinsen Norra Jeolla, i den centrala delen av landet, 170 km söder om huvudstaden Seoul.